# Cíngulo

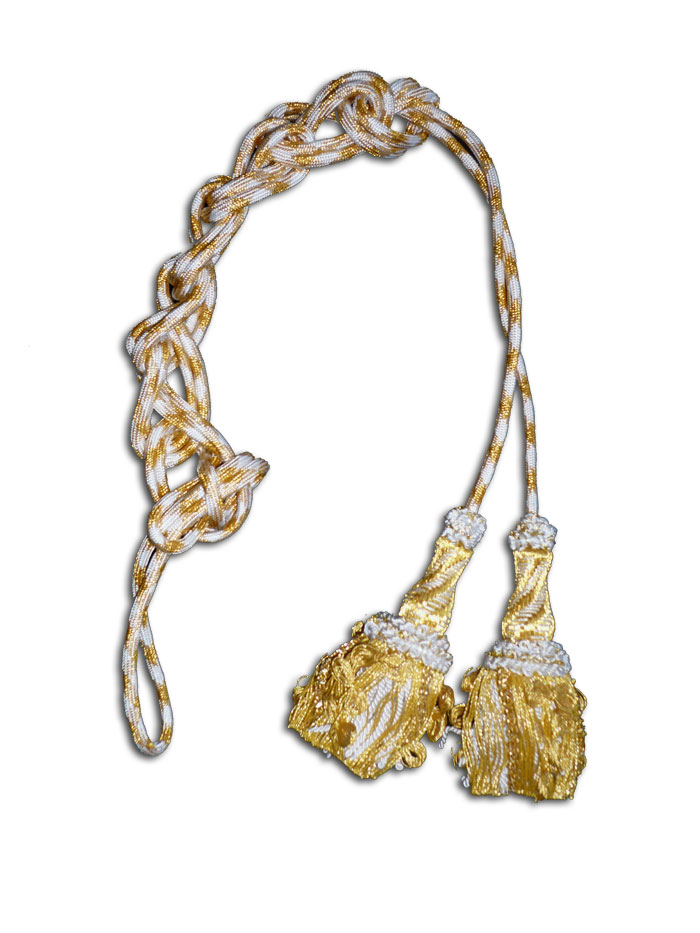
Cíngulo blanco y dorado

Se llama cíngulo a un cordón, con una borla en cada extremo, usado por los obispos, presbíteros, diáconos y demás ministros en la misa y otros actos litúrgicos que requieren uso de alba. Simboliza la castidad que los sacerdotes deben conservar, y también recuerda el látigo con que flagelaron a Jesús. Usualmente es blanco, aunque también puede ser dorado o del color litúrgico correspondiente a cada celebración. Los sacerdotes lo suelen utilizar para que el alba este sujeta.
El cíngulo trae su origen del término latino cingulum (diminutivo de cinctum) y ha tomado desde el principio la forma de cordón o de faja. En este último caso ha recibido también el nombre de zona y se ha llevado como cinto uniforme o como faja que se liga con cintas y de la cual penden amplios y largos flecos. Para su confección han servido y sirven aún el lino, cáñamo, la lana y la seda con hilos de oro de diferentes colores.